# Robin Milner
Arthur John Robin Gorell Milner (Plymouth, 13 de janeiro de 1934) é um informático britânico.
Foi eleito membro da Royal Society em 1988.